# Corina Căprioriu
Corina Oana Căprioriu, nach Heirat Corina Stefan, (* 18. Juli 1986 in Lugoj) ist eine ehemalige rumänische Judoka. Sie trat international im Leichtgewicht (bis 57 kg) an.

## Sportliche Karriere
Căprioriu war 2002 Dritte der Kadetteneuropameisterschaften, 2004 belegte sie den zweiten Platz bei den Junioreneuropameisterschaften. 2006 gewann sie ihren ersten rumänischen Landesmeistertitel, 2007 und 2010 (im Halbmittelgewicht) folgten zwei weitere Titel. Bei den Judo-Europameisterschaften 2010 in Wien gewann sie den Titel durch einen Finalsieg über die Lokalmatadorin Sabrina Filzmoser. Bei den Judo-Weltmeisterschaften 2010 in Tokio gewann sie ihre ersten vier Kämpfe, unterlag dann aber im Halbfinale gegen die Japanerin Kaori Matsumoto; den Kampf um Bronze verlor sie gegen die Griechin Ioulieta Boukouvala und belegte letztlich den fünften Platz. 2011 erreichte sie bei den Europameisterschaften in Istanbul das Halbfinale, verlor dort aber gegen Sabrina Filzmoser. Im Kampf um Bronze gewann sie gegen die Italienerin Giulia Quintavalle. Die Weltmeisterschaften fanden 2011 in Paris statt. Im Viertelfinale unterlag sie der Japanerin Aiko Satō, kämpfte sich dann aber in der Hoffnungsrunde zur Bronzemedaille durch. 
Bei den Olympischen Spielen 2012 erreichte sie mit vier Siegen das Finale und erhielt die Silbermedaille nach ihrer Niederlage gegen Kaori Matsumoto. Erst bei den Weltmeisterschaften 2015 in Astana erreichte sie wieder die Medaillenränge bei internationalen Meisterschaften. Nach vier Siegen verlor sie erneut im Finale gegen Matsumoto. Bei den Olympischen Spielen 2016 in Rio de Janeiro gewann sie ihre ersten zwei Kämpfe, nach der Niederlage gegen die Brasilianerin Rafaela Silva im Halbfinale verlor sie das Duell um Bronze gegen die Portugiesin Telma Monteiro.